# La lunga ombra gialla
La lunga ombra gialla (The Chairman) è un film del 1969 diretto da J. Lee Thompson.

## Trama
Il dottor John Hathaway, premio Nobel americano, si reca in Cina su invito di un suo amico scienziato. Lo scopo della visita è cercare di impadronirsi della formula di un enzima che, se utilizzato in agricoltura, sarebbe in grado di risolvere il problema della fame nel mondo. John non sa che i servizi segreti americani, a sua insaputa, gli hanno installato una micro bomba nel cervello, in grado di farlo saltare in aria se la missione non va a buon fine. Dopo che il ricercatore cinese scopritore dell'enzima viene ucciso dalle Guardie Rosse poiché contrario all'uso esclusivo che il regime maoista vorrebbe farne, l'americano in possesso della formula è costretto alla fuga. Raggiunto a stento il confine sovietico, quando ormai nella "stanza dei comandi" stanno per decidere di eliminarlo, viene salvato dai russi.

## Critica
(La Stampa)
(Achille Valdata)